# Pierre Mouronval

a Compétitions nationales et continentales officielles uniquement.

Dernière mise à jour le 31 août 2015.
Pierre Mouronval, né à Avesnes (aujourd'hui Avesnes-sur-Helpe) (Nord) le 4 juin 1881, mort à Paris (17e arrondissement) le 26 février 1956 , est un polytechnicien, joueur de rugby au Stade français, commandant l'escadrille N 77, durant la première guerre mondiale.

## Biographie

### Origines familiales
Pierre Paul Mouronval naît le 4 juin 1881 à Avesnes-sur-Helpe et est le frère jumeau de Francis, comme lui polytechnicien de la même promotion 1901, pareillement joueur de rugby à XV dans le même club (Stade français) et également affecté lui-aussi à l'aéronautique militaire durant la première guerre mondiale.

### Formation

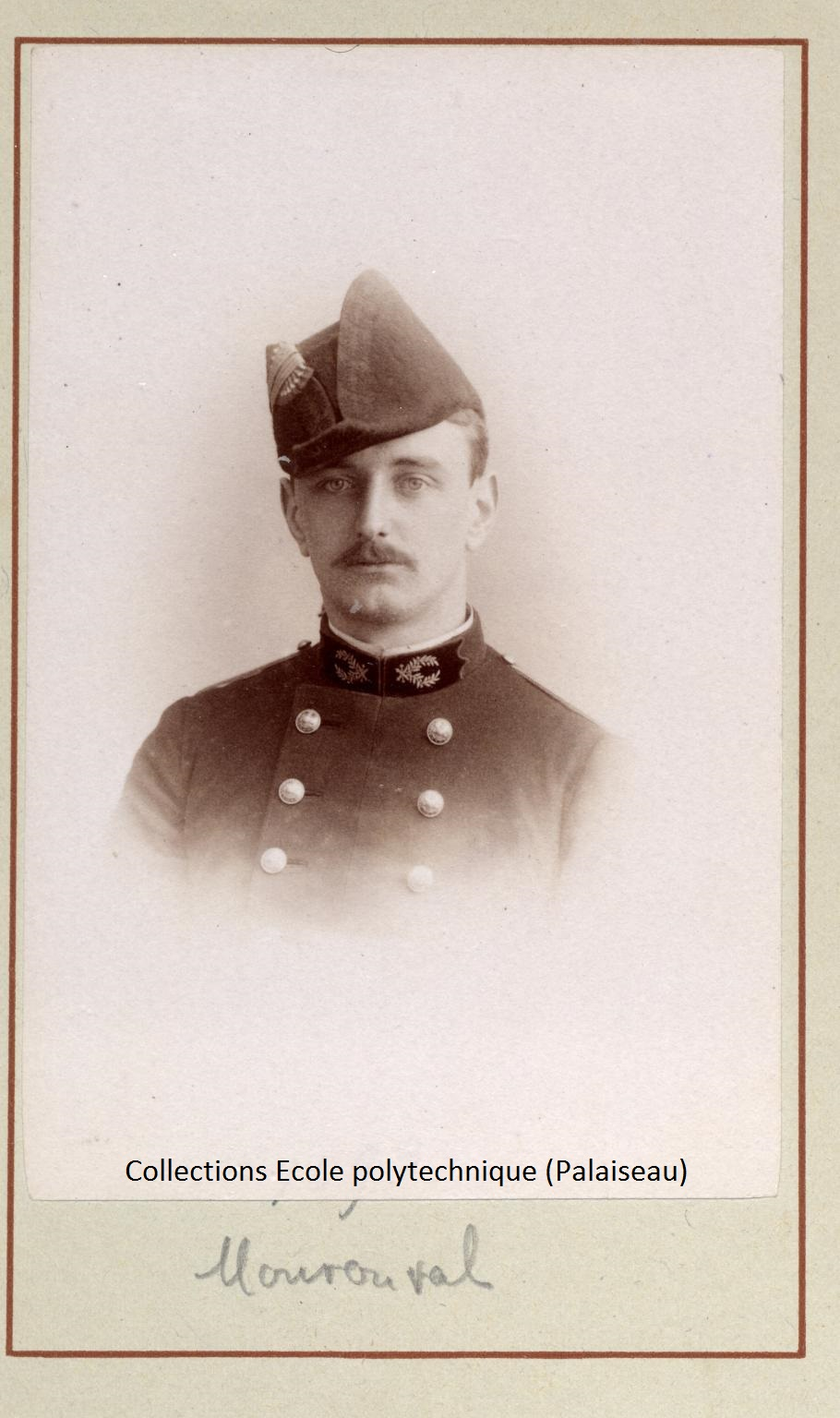
Pierre Mouronval – Polytechnicien

Pierre Mouronval fait avec son frère jumeau ses études secondaires au lycée Louis-le-Grand. Après l'obtention du baccalauréat ès-sciences (mathématiques élémentaires), il y poursuit avec son frère ses études en classes préparatoires puis intègre avec son frère à tout juste 20 ans l'École polytechnique en 1901. Il en sort en 1903 sous-lieutenant dans l'Artillerie ; il est nommé avec rang du 10 décembre 1907 lieutenant de réserve, au 37e régiment d'artillerie.

### Carrière professionnelle
Pierre Mouronval démissionne de l'armée et poursuit une carrière professionnelle comme ingénieur civil des mines.

### Service pendant la Première Guerre mondiale
La première Guerre mondiale éclate le 1er août 1914 quand l’Allemagne mobilise et déclare la guerre à la Russie ; en France, le gouvernement décrète la mobilisation générale le même jour, à 16 h. Âgé de 33 ans, Pierre Mouronval rejoint le 2 août comme lieutenant son régiment d'affectation, le 37e régiment d'artillerie.
Il sert comme observateur de l'escadrille MF 44 jusqu'au 11 août 1915. Il reçoit la Croix de Guerre et une citation à l'ordre du corps d'armée en septembre 1915 puis est affecté au 36e régiment d'artillerie,.
Il passe alors au Groupe des divisions d'entraînement et est détaché le 30 avril 1916 de l'artillerie comme élève pilote à l'aéronautique militaire. Il obtient le 13 septembre 1916 le brevet de pilote militaire no 4471 à l'école d'aviation militaire de Juvisy. Il suit ensuite jusqu'au 4 mai 1917 un entrainement plus poussé avec un premier stage "Avions Rapides" à l'école d'aviation militaire d'Avord, suivi d'un second de tir à l'école de tir aérien de Cazaux et enfin d'un troisième de "Haute-École" à l'école d'aviation militaire de Pau.
Après un passage au Groupe des divisions d'entraînement du 4 au 15 mai 1917, il rejoint l'escadrille N 68. Il sert comme pilote jusqu'au 19 juillet 1917. Nommé capitaine, le 1er mai 1917, il prend ensuite, du 20 juillet 1917 au 30 mai 1918, le commandement de l'escadrille N 77 connue sous le nom « Escadrille des Sportifs » en raison du grand nombre d'athlètes dans ses rangs,.
Mouronval est en mission du 20 au 22 mars 1918 ; il est abattu en combat aérien, aux commandes d'un SPAD XIII, le 30 mai 1918. Son adversaire est probablement le Lieutenant Walter Blume du Jasta 9 qui obtient là sa 9e victoire. Mouronval est grièvement blessé et fait prisonnier à la citadelle de Mayence (Allemagne) jusqu'à la fin de la guerre.
Nommé le 28 avril 1918 Chevalier de la Légion d'Honneur, il est réformé le 22 mai 1919 à 65 % pour blessures de guerre avec une affectation dans la réserve au 36e régiment d'artillerie.

## Rugbyman

### Contexte
Le rugby à XV a été introduit en France vers 1870 par des Britanniques travaillant dans l’Hexagone. Dès 1872, certains d’entre eux fondent le Havre Athletic Club avec lequel ils pratiquent une forme hybride de rugby et de football qu'ils appellent combination.
Le premier véritable club de rugby français est le English Taylors RFC, fondé par des hommes d'affaires anglais à Paris en 1877, suivi par le Paris Football Club l'année suivante. Ce dernier a une durée de vie éphémère. Sa scission entraîne la formation du Racing club de France en 1882, du Stade français en 1883 (ou 1887) et de l'Olympique en 1888, entièrement ou en partie créés par des français.
Le développement du rugby est favorisé en France par Pierre de Coubertin, passionné de rugby et qui souhaite reproduire ce modèle éducatif anglais dans les grands établissements parisiens en guise de rééducation physique et morale des futures élites du pays qui a connu la défaite de 1870.

### Débuts
En 1900, Pierre Mouronval et son frère jumeau occupent le poste de trois-quarts à l'Association sportive du lycée Louis Le Grand. À leur entrée à l'Ecole Polytechnique en 1901, ils s'imposent dans l'équipe première du Racing Club de France.

### Stade français
Pierre Mouronval est, comme son frère jumeau Francis, sociétaire du Stade français où son gabarit de 1,74 m pour 76 kg le fait jouer au centre ou à l'aile.
Le 27 mars 1904, devant 2 000 spectateurs, la finale du championnat de France de rugby à XV 1903-1904, qui se joue à La Faisanderie (Saint-Cloud) avec Pierre Mouronval comme trois-quarts centre sans son frère, voit la victoire du SBUC,,,.
L'année suivante, son club, qui aligne pour la circonstance les frères jumeaux dans les lignes arrières, est battu le 16 avril 1905 par le SBUC en finale du championnat de France de rugby à XV 1904-1905 disputée au Stade du SBUC (Bordeaux),,,.
Deux ans plus tard, le 24 mars 1907, les deux mêmes équipes se rencontrent à nouveau en finale du championnat de France de rugby à XV 1906-1907 disputée au Stade Sainte-Germaine (Bordeaux) avec à nouveau les jumeaux, mais aux postes de troisième ligne aile  du Stade français. Le SBUC remporte encore le titre,,,.
L'année suivante, ces deux mêmes équipes s'affrontent encore le 5 avril 1908 au Stade du Matin à Colombes pour la finale du championnat de France de rugby à XV 1907-1908. Le Stade français remporte enfin la victoire et son huitième titre de champion de France. Francis Mouronval fait partie de l'équipe victorieuse du SBUC au poste de trois-quarts centre, sans son frère Pierre à ses côtés,,,.
Après la guerre, on retrouve Pierre Mouronval avec son frère le 4 janvier 1920 dans l'équipe du Stade français pour le 56e match contre le Racing club de France disputé au Parc des Princes,,.

## Distinction
Pierre Mouronval est nommé officier de l'ordre de la Légion d'honneur le 12 mai 1932,. Il est également décoré de la Médaille militaire et de la Croix-de-Guerre avec palme.

#### Carrière sportive
- Thierry Terret, Histoire des sports, Paris, L'Harmattan, 1er mai 2004, 251 p. (ISBN 2-7384-4661-2, lire en ligne), p. 87 et 88.
- François Duboisset et Frédéric Viard, Le Rugby Pour les Nuls, Paris, First, 2007, 357 p. (ISBN 978-2-7540-0459-6).
- Pierre Lafond et Jean-Pierre Bodis, Encyclopédie du rugby français, Paris, Dehedin, 1989, 779 p. (ISBN 2-907356-03-8).

#### Première guerre mondiale
- Jacques Mortane, Une escadrille sportive, Paris, P. Lafitte, coll. « La Vie au grand air » (no 838), septembre 1918, 20e année éd., 39 p. (lire en ligne), p. 17-21.
- Pierre David, Les escadrilles de l'aéronautique militaire française : symbolique et histoire, 1912 - 1920, Vincennes, Service Historique de l'Armée de l'Air, 2004, 607 p. (ISBN 2-11-094692-X).
- (en) Jon Guttman (ill. Harry Dempsey), SPAD XII/XIII aces of World War I, Oxford, Osprey, coll. « aircraft of the aces » (no 47), 2002, 96 p. (ISBN 978-1-84176-316-3).
- Hervé Joly et Antoine Compagnon, À Polytechnique, X 1901 : enquête sur une promotion de polytechniciens de la Belle Époque aux Trente Glorieuses, 2021 (ISBN 978-2-08-151210-8 et 2-08-151210-6, OCLC 1237556288, présentation en ligne)

### Iconographie
- Galerie de photos des frères Mouronval par Frédéric Humbert, auteur d'un site consacré au rugby[35].